# Atax (taxi)
De Amsterdamse Taxameter Automobielen Maatschappij Atax was een Amsterdams taxibedrijf dat met elektrische voertuigen 
reed. Het bedrijf werd in 1909 opgericht door de Amsterdamsche Rijtuig Maatschappij, een onderneming van huurkoetsen. Er werd een speciale stichting in het leven geroepen, Atax, om het benodigde kapitaal, ongeveer 100.000 gulden (toentertijd) bij een te vergaren. In Bremen werden bij NAMAG zes elektrische auto's besteld. Direct ontving Atax de eerste praktisch gebruikte taxivergunning van Nederland.
Ze werkten vanuit de garages op de Keizersgracht 481 - 485. Het was een redelijk succes. Een rit kostte 3 gulden aan instaptarief en dan 10 cent per 300 meter.
Toen de Lloyd elektrische auto's vanaf 1920 aan vervanging toe waren, moest het bedrijf overstappen op door benzinemotoren aangedreven taxi's van Citroën. In 1926 ging de laatste elektrische taxi uit dienst.